# Jump on Board
Jump on Board – dziewiąty album zespołu Texas, wydany 21 kwietnia 2017. Utwory zostały napisane głównie przez Sharleen Spiteri i Johnnyego McElhonea, oraz Angelicę Bjornsson, Iana Wattsa, Jacka Flanagana, Karen Overton. Współtwórcami jest również siostrzenica Sharleen i syn Johnnyego – Lauren Spiteri, Jack McElhone. Album znalazł się na 6 miejscu oficjalnej listy UK Albums Chart w Wielkiej Brytanii gdzie spędził 6 tygodni. Główny singiel z albumu „Let’s Work it Out” został wydany na początku 2017 roku i znalazł się na liście przebojów singli we Francji. Drugi singiel „Tell That Girl” został wydany za to w marcu 2017 roku, tuż przed oficjalnym wydaniem albumu.

## Lista utworów
| Nr  | Tytuł utworu         | Autorzy                                                        | Długość |
| --- | -------------------- | -------------------------------------------------------------- | ------- |
| 1.  | „Let’s Work It Out”  | Spiteri / McElhone / Bjornsson / Jack McElhone                 | 3:42    |
| 2.  | „Can’t Control”      | Spiteri / McElhone / Bjornsson / Jack Flanagan / Jack McElhone | 3:43    |
| 3.  | „For Everything”     | Spiteri / McElhone / Bjornsson / Jack McElhone                 | 4:32    |
| 4.  | „It Was Up To You”   | Spiteri / McElhone / Bjornsson / Jack McElhone                 | 3:18    |
| 5.  | „Tell That Girl”     | Spiteri / McElhone / Overton                                   | 3:26    |
| 6.  | „Sending A Message”  | Spiteri / McElhone / Bjornsson / Lauren Spiteri                | 3:10    |
| 7.  | „Great Romances”     | Spiteri / McElhone / Overton                                   | 3:28    |
| 8.  | „Won’t Let You Down” | Spiteri / McElhone / Watts                                     | 4:59    |
| 9.  | „Midnight”           | Spiteri / McElhone / Jack McElhone / Overton                   | 3:18    |
| 10. | „Round The World”    | Spiteri / McElhone / Bjornsson / Jack McElhone                 | 3:46    |

## Miejsca na listach przebojów
| Lista                            | Pozycja |
| -------------------------------- | ------- |
| UK (Official Charts Company)     | 6       |
| Francja (SNEP)                   | 3       |
| Niemcy (Offizielle Top 100)      | 63      |
| Holandia (Album Top 100)         | 107     |
| Szwajcaria (Schweizer Hitparade) | 12      |
| Belgia (Ultratop 50 Albums)      | 3       |
| Hiszpania (Promusicae)           | 23      |

## Teledyski
| Tytuł             | Reżyser         |
| ----------------- | --------------- |
| Let’s Work It Out | Matthew Button  |
| Tell That Girl    |                 |
| Midnight          |                 |
| Can’t Control     | Charles Mehling |

## Twórcy
Źródło

### Skład podstawowy
- Sharleen Spiteri – śpiew, gitara, chórki
- Johnny McElhone – bass
- Ally McErlaine – gitara
- Eddie Campbell – instrumenty klawiszowe, pianino
- Tony McGovern – gitara, chórki

### Gościnnie
- Angelica Bjornsson
- Chris Gordon
- Emily Ward
- Ian Watts
- Simon Nilsson
- Stuart McCreadie
- Karen Overton – chórki
- Sonia Cromarty – wiolonczela
- Ross McFarlane – bębny
- Jack McElhone – gitara
- John Goldie – gitara
- Ross Hamilton – gitara
- Michael Bannister – instrumenty klawiszowe
- Kirsty Orton, Kobus Frick, Mary Ward, Stephanie Brough – skrzypce

### Personel
- Realizacja nagrań – Angelica Bjornsson, Chris Gordon, Michael Bannister
- Manager muzyczny – Alan Connell, Alistair Norbury, Derek Birrell, Rab Andrew
- Miks – Craig Silvey
- Miks (asystent) – Max Prior
- Producent – Johnny McElhone
- Zdjęcia – Tom Beard
- Okładka – Henry Thomas Lloyd, Kate Stephenson